# 1980年のMLBドラフト
1980年のMLBドラフト（1980 First-Year Player Draft）とは、1980年6月に行われたMLBのアマチュアドラフトである。

## 1巡目指名
|  | = オールスターゲーム選出 |

| 順位 | 選手                 | チーム                         | 守備位置 | 学校                       |
| ---- | -------------------- | ------------------------------ | -------- | -------------------------- |
| 1    | ダリル・ストロベリー | ニューヨーク・メッツ           | 外野手   | クレンショウ高校           |
| 2    | ギャリー・ハリス     | トロント・ブルージェイズ       | 遊撃手   | フーバー高校               |
| 3    | ケン・デイリー       | アトランタ・ブレーブス         | 投手     | ポートランド大学           |
| 4    | マイク・キング       | オークランド・アスレチックス   | 投手     | モーニングサイド大学       |
| 5    | ジェフ・パイバーン   | サンディエゴ・パドレス         | 外野手   | ジョージア大学             |
| 6    | ダネル・コールズ     | シアトル・マリナーズ           | 遊撃手   | アイゼンハワー高校         |
| 7    | ジェシー・リード     | サンフランシスコ・ジャイアンツ | 一塁手   | リンウッド高校             |
| 8    | セシル・エスピー     | シカゴ・ホワイトソックス       | 外野手   | ポイントロマ高校           |
| 9    | ロス・ジョーンズ     | ロサンゼルス・ドジャース       | 遊撃手   | マイアミ大学               |
| 10   | ケリー・グルーバー   | クリーブランド・インディアンス | 遊撃手   | ウエストレイク高校         |
| 11   | ドン・シュルジー     | シカゴ・カブス                 | 投手     | レイクパーク高校           |
| 12   | ジェフ・リード       | ミネソタ・ツインズ             | 捕手     | ジョリエット・ウエスト高校 |
| 13   | ヘンリー・パウエル   | フィラデルフィア・フィリーズ   | 捕手     | パインフォレスト高校       |
| 14   | ティム・マキ         | テキサス・レンジャーズ         | 投手     | キャロル高校               |
| 15   | ドン・コリンズ       | セントルイス・カージナルス     | 投手     | ファーガソン高校           |
| 16   | フランク・ウィルズ   | カンザスシティ・ロイヤルズ     | 投手     | テュレーン大学             |
| 17   | デニス・ラスムッセン | カリフォルニア・エンゼルス     | 投手     | クレイトン大学             |
| 18   | グレン・ウィルソン   | デトロイト・タイガース         | 三塁手   | サムヒューストン州立大学   |
| 19   | ロン・ロビンソン     | シンシナティ・レッズ           | 投手     | ウッドレイク高校           |
| 20   | リック・レンテリア   | ピッツバーグ・パイレーツ       | 遊撃手   | サウスゲート高校           |
| 21   | ジム・アッカー       | アトランタ・ブレーブス         | 投手     | テキサス大学オースティン校 |
| 22   | テリー・フランコーナ | モントリオール・エクスポズ     | 外野手   | アリゾナ大学               |
| 23   | ビリー・ビーン       | ニューヨーク・メッツ           | 外野手   | マウントカーメル高校       |
| 24   | ジョン・ギボンズ     | ニューヨーク・メッツ           | 捕手     | マッカーサー高校           |
| 25   | ディオン・ジェームズ | ミルウォーキー・ブルワーズ     | 外野手   | マクラッチー高校           |
| 26   | ジェフ・ウィリアムズ | ボルチモア・オリオールズ       | 外野手   | プリンストン高校           |